# Grote viltinktzwam
De grote viltinktzwam (Coprinellus domesticus) is een schimmel behorend tot de familie Psathyrellaceae. Hij leeft saprotroof op loofhout, het meest populier (Populus), esdoorn (Acer) en els (Alnus). Hij komt voor op dode takken, stronken en stammen, zelden op levende bomen, voornamelijk op voedselrijke bodems.  De vruchtlichamen ontstaan vaak uit levendig roestbruin, ruig vilt. De vruchtlichamen zijn het hele jaar te vinden, maar vooral in het voorjaar en de vroege zomer.

## Kenmerken

### Uiterlijke kenmerken
Hoed
De hoed is 1 tot 4 (-6) cm breed en tot 4 cm hoog. Het vorm is eerst eivormig of cilindervormig gesloten, vervolgens breed klokvormig bij oudere exemplaren, ten slotte uitgespreid met aan het uiteinde de randen naar binnen gerold. Als ze jong zijn, is het oppervlak is bedekt met witte, gemakkelijk afveegbare, korrelige schubben op een crème tot lichtgeelbruine basis en een geelachtig bruin tot okerkleurig midden. Op oudere leeftijd is het oppervlak grijszwart, kaal en gegroefd van de rand tot de top. Af en toe kan de rand ook scheuren.
Lamellen
De overvolle en soms gevorkte lamellen zijn nauw aan de steel bevestigd. Jonge lamellen zijn crèmewit en worden met de jaren donkerbruin tot zwart. Ze smelten echter niet of nauwelijks, maar verwelken.
Steel
De cilindrische, holle steel is 2–10 cm lang en 0,4-0,9 cm breed. Het is teer, wit van kleur en eerst donzig, daarna glad. De basis, die bij een knots licht gezwollen is, is soms met een rand.
Geur en smaak
Het dunne vruchtvlees is witachtig en ruikt licht paddenstoelachtig en smaakt mild en aangenaam. Het heeft nauwelijks de neiging om te smelten.
Sporenprint
De sporenprint is donkerbruin.

### Microscopische kenmerken
De licht niervormige sporen zijn 7-10 µm lang en 4-5 µm breed. Met hun roodbruine tint zijn ze vrij licht in vergelijking met andere viltinktzwammen. De cheilocystidia zijn buisvormig tot zakvormig en meten 50-100 (150) × 30-60 µm. De pileocystidia hebben een vergelijkbare vorm of zijn iets groter. Het velum bestaat uit afgeronde, hyaliene en langwerpige, bruinachtige cellen.

## Habitat
De vruchtlichamen verschijnen afzonderlijk of in kleine groepjes op liggende takken of stammen en stronken die zich in de late optimale tot de laatste stadia van ontbinding bevinden. De vruchtlichamen groeien ook op hout dat in de grond is begraven, zodat het lijkt alsof ze op de grond staan. De gekoloniseerde substraten zijn meestal hardhout, vooral koperbeuk, gewone es en populier. Zelden wordt het ook op naaldhout aangetroffen.

## Verspreiding
De grote viltinktzwam komt voor in Zuid-Amerika, Europa, inclusief de Canarische Eilanden en Australië. In Europa strekt het verspreidingsgebied zich uit van Groot-Brittannië, Nederland en Frankrijk in het westen tot Polen en Tsjechië in het oosten, in het zuiden tot Spanje (inclusief Mallorca), Italië, Slovenië, Hongarije en Roemenië en in het noorden tot IJsland en Fennoscandinavië.
In Nederland komt de grote viltinktzwam algemeen voor. Hij staat niet op de rode lijst en is niet bedreigd.